# Conceição
Conceição este un oraș în Paraíba (PB), Brazilia.